# Тарвасту (волость)
Та́рвасту (эст. Tarvastu) — бывшая волость в уезде Вильяндимаа, на юге Эстонии. Административный центр — посёлок Мустла. Упразднена в 2017 году в результате административно-территориальной реформы и вошла в состав волости Вильянди.

## География и описание
Волость располагалась в восточной части Вильяндимаа. Площадь — 409 км². Примерно 40 % территории волости покрыты лесами, на её востоке расположено озеро Выртсъярв, второе по величине в Прибалтике. По территории волости протекают реки Тарвасту и Ыхне. На территории волости Тарвасту берёт своё начало река Ярма (она же Эрма).
Волость включала в себя посёлок Мустла и 36 деревень. 
Численность населения в 2004 году — 4510 чел., в 2008 году — 4415 чел., в 2017 году — 3268 чел. Плотность населения в 2017 году составляла 8,0 чел/км². 

## История
Волость Тарвасту впервые упоминается как церковный приход в 1234 году (Tarwis).
Близ деревни Тарвасту находятся развалины замка Тевтонского ордена Тарваст (нем.Tarwast), относящиеся к XIV столетию.